# 栃木県道・福島県道350号栗山舘岩線
栃木県道・福島県道350号栗山舘岩線（とちぎけんどう・ふくしまけんどう350ごう くりやまたていわせん）は、栃木県日光市土呂部から福島県南会津郡南会津町松戸原に至る県道である。

## 路線概要
- 総延長：31km（栃木県区間10.8km、福島県区間20.236km）[1]
  - 実延長：-km（栃木県区間-km、福島県区間20.236km）
- 起点：栃木県日光市土呂部（栃木県道249号黒部西川線交点）
- 終点：福島県南会津郡南会津町松戸原（国道352号交点）
- 路線認定年月日：2001年（平成13年）4月1日[2]

車両通行が可能な関東地方と東北地方を結ぶ一般道路では最も西に位置しており、県境付近はラフダートとなっている（冬期閉鎖）。福島県内では概ね湯ノ岐川に沿う。

### 冬期交通不能区間
- 福島県南会津郡南会津町田代山～同町水引字上諸沢橋（延長13.9km）[3]

## 通過する自治体
- 栃木県
  - 日光市
- 福島県
  - 南会津郡南会津町

## 交差する道路
日光市
- 栃木県道249号黒部西川線（土呂部 起点）
- 川俣桧枝岐林道（川俣）

南会津町
- 国道352号（松戸原 終点）

## 沿線施設
- 湯ノ花温泉（福島県南会津郡南会津町）
- 南会津町立舘岩小学校